# Chilomys
Chilomys é um gênero de roedores da família Cricetidae. As espécies do gênero podem ser encontradas nos seguintes países: Colômbia, Equador e Venezuela.

## Espécies
- Chiloyms carapazi J. Brito, Tinoco, R. García, & Pardiñas in J. Brito, Tinoco, C. M. Pinto, R. García, C. Koch, Fernandez, S. Burneo, & Pardiñas, 2022
- Chilomys fumeus Osgood, 1912
- Chilomys georgeledecii  J. Brito, Tinoco, R. García, & Pardiñas in J. Brito, Tinoco, C. M. Pinto, R. García, C. Koch, Fernandez, S. Burneo, & Pardiñas, 2022
- Chilomys instans Thomas, 1895
- Chilomys neisi J. Brito, Tinoco, R. García, & Pardiñas in J. Brito, Tinoco, C. M. Pinto, R. García, C. Koch, Fernandez, S. Burneo, & Pardiñas, 2022
- Chilomys percequilloi J. Brito, Tinoco, R. García, & Pardiñas in J. Brito, Tinoco, C. M. Pinto, R. García, C. Koch, Fernandez, S. Burneo, & Pardiñas, 2022
- Chilomys percequilloi J. Brito, Tinoco, R. García, & Pardiñas in J. Brito, Tinoco, C. M. Pinto, R. García, C. Koch, Fernandez, S. Burneo, & Pardiñas, 2022
- Chilomys weksleri J. Brito, Tinoco, R. García, & Pardiñas in J. Brito, Tinoco, C. M. Pinto, R. García, C. Koch, Fernandez, S. Burneo, & Pardiñas, 2022